# Kaarerivier
Kaarerivier (Zweeds – Fins: Kaarejoki) is een rivier annex beek, die stroomt in de Zweedse  gemeente Kiruna. De rivier verzorgt de afwatering van het Karremeer, dat in het moeras ligt ten zuiden van Karesuando. De rivier stroomt naar het noordoosten en mondt bij Karesuando in de Muonio. De rivier is 24390 meter lang.
Afwatering: Kaarerivier → Muonio → Torne → Botnische Golf